# 球磨川
球磨川（くまがわ）は、熊本県南部の人吉盆地を貫流し、川辺川をはじめとする支流を併せながら、八代平野に至り八代海（不知火海）に注ぐ一級河川で、球磨川水系の本流である。熊本県内最大の川であり、最上川・富士川と並ぶ日本三大急流の一つ。日本二十五勝にも選定されている。

## 概要
かつては人吉から八代まで巨岩がひしめく急流が続き、水運に利用するのが難しかったが、相良氏22代当主相良頼喬の叔父で丹波篠山出身の林正盛が、1662年（寛文2年）から私財を投げうって開削事業に着手し、無数の巨岩を取り除く難工事の末、1665年（寛文5年）には川舟の航行が可能な開削が完成した。以来、球磨川は外部との交通・物流の幹線として、また参勤交代にも利用され、人吉・球磨地方の発展に多大な貢献を果たしてきた。
肥薩線の開業と道路の整備、林業の衰退やダム建設などのため、球磨川の水運は縮小し、現在は観光用の川下り船の運航程度である。
川の水は、流域内の約14,000ヘクタールに及ぶ耕地の農業用水や、八代平野の臨海工業地帯における製紙・パルプや金属加工製造業などの工業用水、流域内の20箇所で行われている水力発電などに利用されている。
八代海に注ぐ河口付近には、1,000ヘクタールを超す干潟が形成されており、日本の重要湿地500に選ばれている。一年を通じて野鳥が飛来し、その種類は90種類以上となることから、バードウォッチングが盛んであり、重要野鳥生息地 (IBA) にも指定されている。また、絶滅種であるニホンカワウソも球磨川と川辺川に分布していた。

### 語源
語源は不明である。明治初期には、求麻・求磨・球磨と様々な字が使われていたが、名前の由来については明確な記録が残っていない。
ただし、1772年に著された『肥後日誌』には「この川水は九万他により落ち入る。故に九万川と称すとも云う」との記載があるが、これは後代に『肥後日誌』の著者が意見を書いたもので、語源とは言えない。「木綿葉川或いは結入川、また夕葉川とも書す。球磨川とも称す…水上球磨郡より流れ来る故に球磨川とも云う」との記載もあって「川上の球磨郡から流れて来た川」として名付けられたとみられる。

## 災害史
- 1669年（寛文9年）8月 - 青井阿蘇神社の楼門が約1m浸水。死者11人、浸水家屋1432戸[3]。
- 1755年（宝暦5年）6月 - 山津波が発生し、瀬戸石付近で堰止湖が形成され決壊。八代の萩原堤が決壊。死者506人、家屋流出2118戸、田畑被害220km2[3][4]。
- 1888年（明治21年）6月 - 橋梁流出が発生。死者3人、家屋流出6戸[3]。
- 1926年（大正15年）7月 - 井出（農業用取水施設）2か所が全壊。家屋流出3戸、浸水家屋200戸[3]。
- 1937年（昭和2年）8月 - 家屋損壊・流出32戸、浸水家屋500戸[3]。
- 1944年（昭和19年）7月 - 家屋損壊・流出507戸、浸水家屋1422戸[3]。
- 1949年（昭和24年）- デラ台風・ジュディス台風による洪水で浸水被害。
- 1950年（昭和25年）- キジア台風による洪水で浸水被害。
- 1963年（昭和38年）8月 - 家屋損壊・流出281戸、床上浸水1185戸、床下浸水3430戸[3]。
- 1964年（昭和39年）8月 - 家屋損壊・流出44戸、床上浸水753戸、床下浸水893戸[3]。
- 1965年（昭和40年）7月2日 - 球磨川大水害または昭和40年7月洪水。1,281戸が流失・損壊。床上浸水2751戸、床下浸水10074戸[3]。浸水深さ2.1m（2020年7月の水害が起きるまで戦後最大）。
  - 人吉市、八代市周辺だけで約9000戸が浸水被害[5]。
- 1966年（昭和41年） - 球磨川水系の川辺川で、建設省が治水ダムとして川辺川ダムの計画を発表。
- 1971年（昭和46年）8月5日 - 台風19号の豪雨により氾濫。家屋の損壊209戸、床上浸水1,332戸、床下浸水1,315戸[6]。市房ダムが満水状態となり洪水調節機能がマヒ[7]。浸水深さ1.1m。
- 1972年（昭和47年）7月 - 昭和47年7月豪雨により64戸が損壊。
- 1982年（昭和57年）7月 - 昭和57年7月豪雨により47戸が損壊。
- 1992年（平成4年） - 人吉市など流域自治体で川辺川ダム建設反対運動が始まり、「清流球磨川・川辺川を未来に手渡す会」が発足。
- 1993年 - 川辺川ダム建設反対運動団体が「清流球磨川・川辺川を未来に手渡す流域郡市民の会」に改組。
- 2002年（平成14年） - 旧坂本村議会（現：八代市）が熊本県に対し、荒瀬ダム撤去を求める請願を提出。
- 2004年（平成16年）8月 - 台風16号により49戸が浸水。
- 2005年（平成17年）9月 - 台風14号により119戸が浸水。
- 2006年（平成18年）7月 - 平成18年7月豪雨により80戸が浸水。
- 2008年（平成20年）
  - 6月 - 豪雨により33戸が浸水。
  - 9月 - 蒲島郁夫熊本県知事が、川辺川ダム計画の反対を表明[8]。
  - 10月、蒲島郁夫熊本県知事と金子一義国土交通大臣が「ダムによらない治水を検討する場」を設置することで合意[9]。
- 2009年（平成21年）
  - 1月 - 国と熊本県と流域市町村による「ダムによらない治水」へ向けた協議開始。
  - 9月 - 前原誠司国土交通大臣が、川辺川ダム計画中止を表明。
- 2010年（平成22年）
  - 2月3日 - 蒲島郁夫熊本県知事が、荒瀬ダムを撤去する方針を表明[10][11]。
  - 3月31日 - 荒瀬ダムの発電を停止。
- 2011年（平成23年）6月 - 豪雨により8戸が浸水。
- 2012年（平成24年）
  - 7月 - 平成24年7月九州北部豪雨が発生。
  - 9月1日 - 荒瀬ダムの撤去工事を開始[12][13]。日本初の本格的なダム撤去事例となる[14][15]。
- 2015年（平成27年）3月 - 国と熊本県と流域市町村で構成する「球磨川治水対策協議会」を設置[9][16]。
- 2018年（平成30年）3月 - 荒瀬ダムの撤去作業を完了[17]。
- 2020年（令和2年）
  - 7月4日 - 令和2年7月豪雨により、未明に球磨川が氾濫[18][19]。支流脇にある特別養護老人ホーム千寿園[20]が水没[21][22]、入所者14名が死亡する[23][24][25]など被害多数[26][27]。午前中に市房ダムの特例操作（緊急放流）を一時予定したが見合わせた[28]。浸水深さは4.3mで、当時最大とされていた1965年の被害を上回った[29]。
  - 7月5日 - 豪雨災害を受け、蒲島郁夫熊本県知事が「ダムによらない治水を極限まで追求する」とコメント[30][31]。
  - 7月6日 - 蒲島郁夫知事は球磨川の治水策について、「今回の災害対応を国や流域市町村と検証し、どういう治水対策をやっていくべきか、新しいダムのあり方についても考える」と述べた[32]。

## 現状と課題
球磨川は2021年現在、ダムに頼らない治水策の議論がまとまらず、全国に109ある一級河川の中で唯一、整備計画が策定されていない。 これは当時の民意において、ダム無しの治水政策が支持されたからである。2020年（令和2年）7月3日から7月31日にかけて、熊本県を中心に熊本県を中心に集中豪雨が発生した。
この豪雨により本河川を含む球磨川水系は、八代市、芦北町、球磨村、人吉市、相良村の計13箇所で氾濫・決壊し、約1060ヘクタールが浸水し、熊本県内では66名もの死者を出している。

## 地理
球磨郡水上村の石楠越（標高1,391m）及び水上越（標高1,458m）を源流とし、人吉盆地の田園地帯を西に流れる。人吉市を過ぎてからは九州山地の狭い谷間を縫って流れ、JR肥薩線と国道219号が併走する。球磨村の球泉洞の付近で流れを北向きに変え、八代平野に出て分流し三角州を形成、八代海（不知火海）に注ぐ。
球磨村のあたりは日本でも有数の急流で、数多くの瀬がある。元は76の瀬があったが、ダムができたため現在は48の瀬となっている。そのうち「二俣の瀬」「修理の瀬」「網場（あば）の瀬」「熊太郎の瀬」「高曽（たかそ）の瀬」が「球磨川5大瀬」と呼ばれている。
四方を深い山々に囲まれ、外界から遮断されている人吉盆地は、内陸型気候で昼夜の寒暖の差が激しく、そのため秋から春にかけて盆地全体がすっぽりと霧に覆われてしまうことが多い。年間100日以上も朝霧が発生し、発生頻度は日本で1、2位を争うが、その霧の原因は球磨川である。
人吉盆地は、第四紀の地殻変動で四万十帯山地の一部が陥没して形成され、東西約40km、南北約10kmに及ぶ大きな古人吉湖を形成していた。その水は、元は南西の大口盆地（鹿児島県伊佐市）方面に流れ出ていたとみられるが、周辺の火山の活発な火山活動による噴出物で大口方面への流路が塞がれ、やがて人吉盆地を取り囲む山々の中で低い球磨村の一勝地大坂間へ溢れ出し、球磨川が誕生したと推定されている。
人吉市内付近は流れが比較的ゆるやかなため、インターハイのカヌー大会が開かれることもある。

## 観光・レジャー
人吉藩相良氏の居城だった人吉城址は球磨川の左岸にあり、多聞櫓・角櫓・長塀が復元され昔の面影を見せている。城下町である人吉市の中心を球磨川が流れており、温泉が川沿いに点在する。
5月には「人吉温泉球磨焼酎まつり」が開催され、郷土芸能、市民総踊りパレードなどがあり、いろいろな蔵元の球磨焼酎の大試飲会（有料）や特産品の販売も行われる。また、毎年10月には八代市の球磨川河川敷で、全国の花火師が集まりその技術を競う「やつしろ全国花火競技大会」が開かれ、数十万人の観光客が訪れる。
球磨川は大きくて美味しいアユが育つことで全国的に有名であり、特に30cmを超える巨鮎は「尺アユ」と呼ばれ、釣り人の人気の的となっている。しかしその人気により県内外から大勢の釣り人が集まるようになったためか、近年アユの量は減少しつつある。流域の各ポイントでは、6月1日の解禁後は連日釣り人の姿を見ることができる。8月の最終日曜日には「日本一の大鮎釣り選手権大会」が催される。
川下り船が名物で「くま川下り」として知名度がある。かつては材木を運搬していた河道であるが、現在は観光船として運行されている。川下りは人吉から（約10km）と渡から（約8km）の2つのコースがあり、人吉から渡までは比較的穏やかな流れであるが、渡から先は急流を下る。冬場はコタツ船も運航する。
1962年（昭和37年）7月14日には、舟が転覆して9人が死亡する事故も起きている。
川下りの終着点近傍にある鍾乳洞の球泉洞は、全長約4,800mで、日本では6番目に長い洞窟である。洞内は一年を通して16℃に保たれ、川や滝が流れ、独特の生態を持つ洞穴生物が棲息している。500mの観光コースと、40mの縦穴などを階段で下る探検コースの2つを選ぶことができ、石柱・フローストーン（流華石）・カーテン（石幕）など、さまざまな鍾乳石の造形が作り出す幻想的な景観を楽しむことができる。周辺には、球磨川と豊かな緑や生物たちの世界を紹介し、人々と自然の関わりとその働きを展示する「森林館」をはじめ、物産館、レストラン、キャンプ場もある。
1990年代後半より、カヤック、カヌーなどのリバーツーリングやラフティングに好適な川として注目されている。特にラフティングは九州唯一にして日本最南端のスポットとして20社ほどが営業しており、全国でも有数である。おおむね川下りと同じコースを下り、人吉からは流れが緩やかなので初心者や慣らしによく、渡からは激流と荒々しい岩場を突き進んで球磨川の急流を楽しむことができる、とコース的にも恵まれており、冬でも営業可能なほどに年中安定した流量もある。山間の急流を楽しめるわりにはアクセスもよく、高速道路ならば遠方からでもスタート地点となる人吉へ容易にアクセスでき、南九州めぐりの一環としても寄りやすい。他には瀬戸石ダム下流から八代平野に出るまでの山間部でもカヌー、ラフティングが行われている。
2005年10月からは、JR肥薩線にて八代駅 - 人吉駅間の沿線の風景を楽しむための観光列車「九千坊号」が運行されていた。2009年4月25日からは週末や夏休みを中心に蒸気機関車「SL人吉」が運転されている。
源流部に近い市房ダム（水上村）の湖畔は、約1万本の桜の木があって日本さくら名所100選にも選ばれており、シーズン中は多くの人が訪れる。隣接する「桜図鑑園」は、約100種類もの桜が一堂に集められた桜専門の植物園である。
荒瀬ダムと瀬戸石ダムには「くまがわあゆみ館」「川のとっとっと館」というダムの魚道観察施設があり、遡上する魚の様子を見学することもできる。2012年9月から荒瀬ダムの撤去工事が始まり、これによりアユの量が回復することが期待される。このダム解体により、日本初となる荒瀬ダムからのカヤック体験やキャニオニング体験（沢登り）など、観光と自然と文化を満喫でき、近年注目を浴び始めている。
2018年3月には、荒瀬ダムの撤去作業を完了した。これは日本初の本格的なダム撤去事例となる。

## 流域の自治体
熊本県
球磨郡水上村、湯前町、多良木町、あさぎり町、錦町、人吉市、球磨村、葦北郡芦北町、八代市

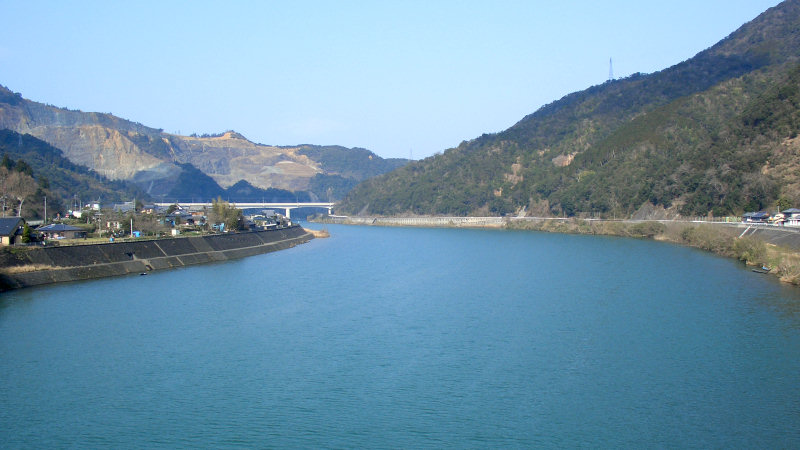
八代市坂本町 西部大橋から下流方向
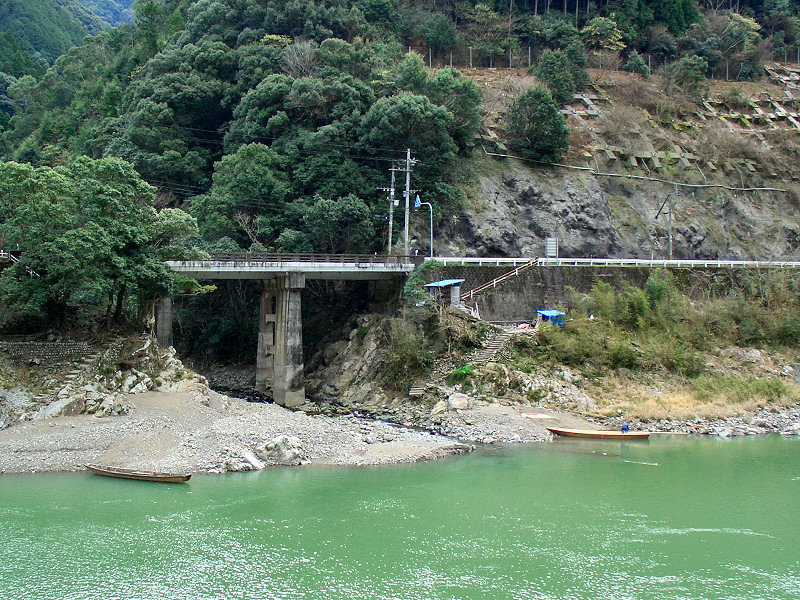
八代市坂本町 瀬戸石駅と楮木の集落を結ぶ渡し船。
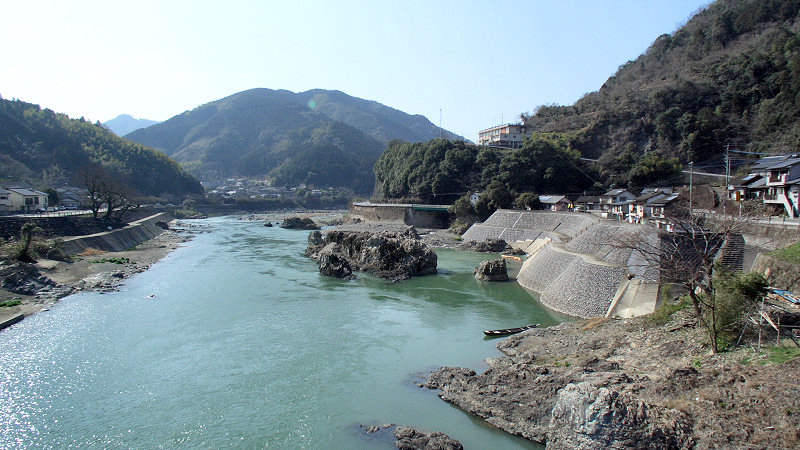
球磨村 球磨橋から見る友尻の瀬付近
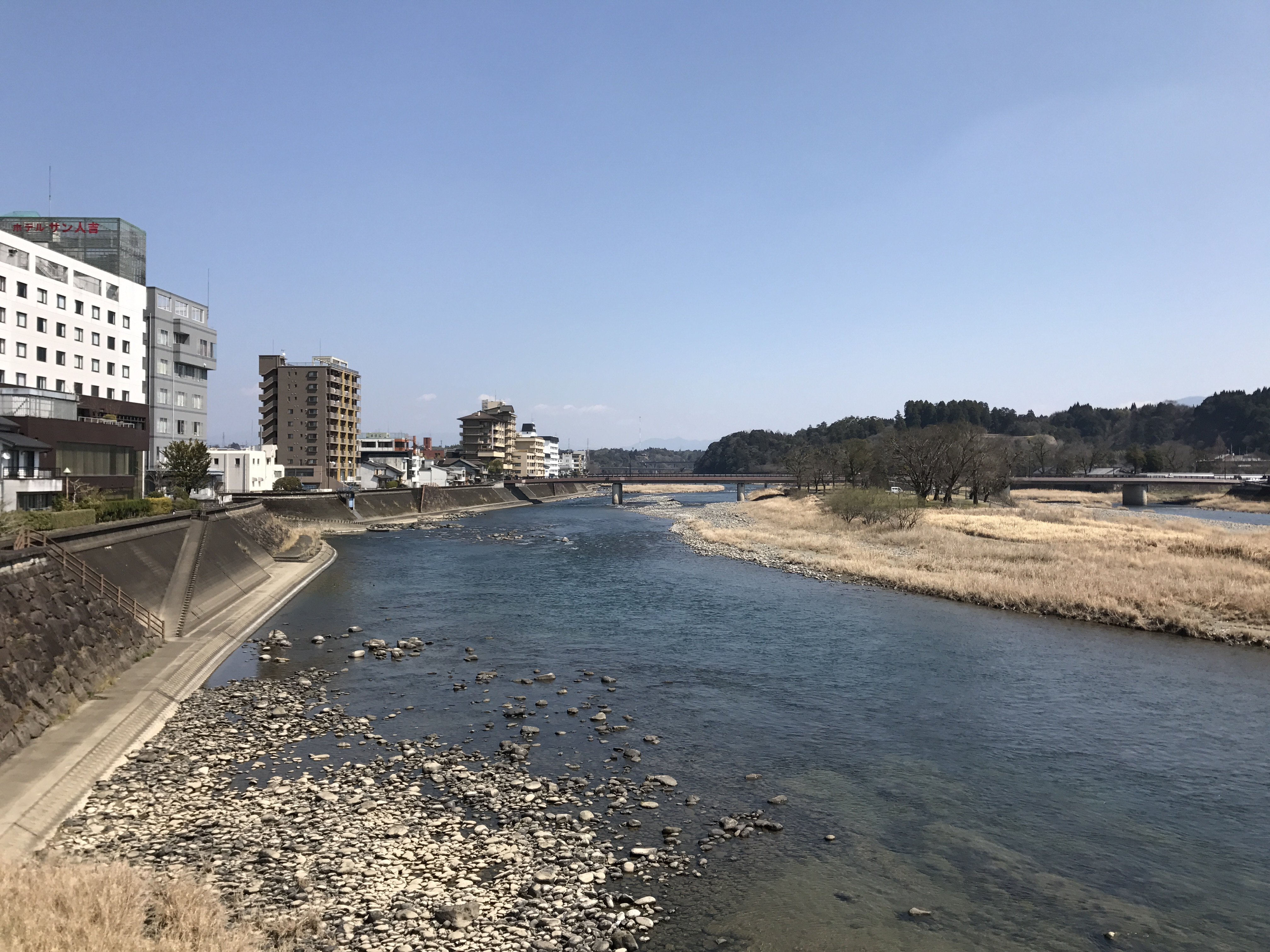
人吉市 人吉橋から見る人吉城方面
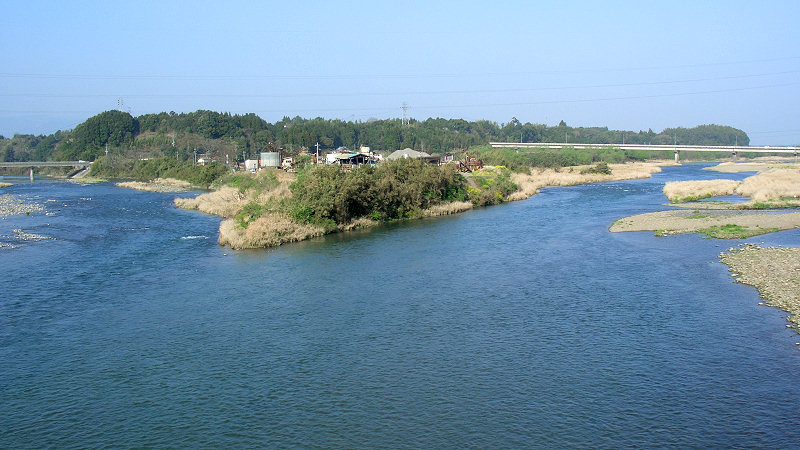
錦町・相良村 くま川鉄道湯前線の車内から見る川辺川との合流地点
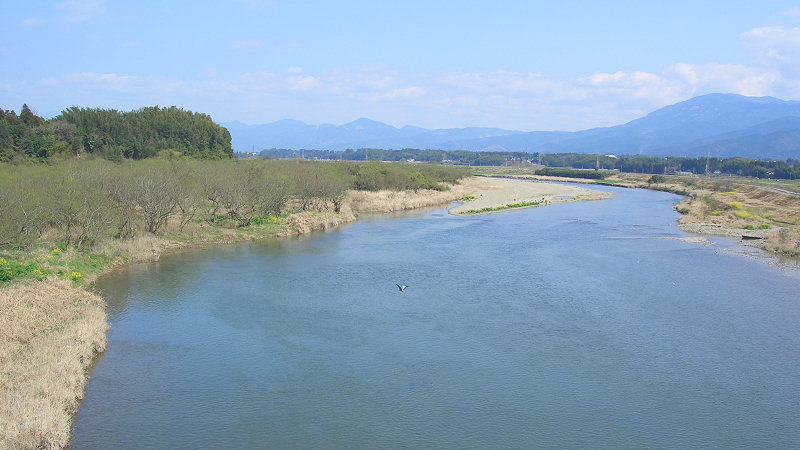
錦町・相良村 木綿葉橋から上流方向
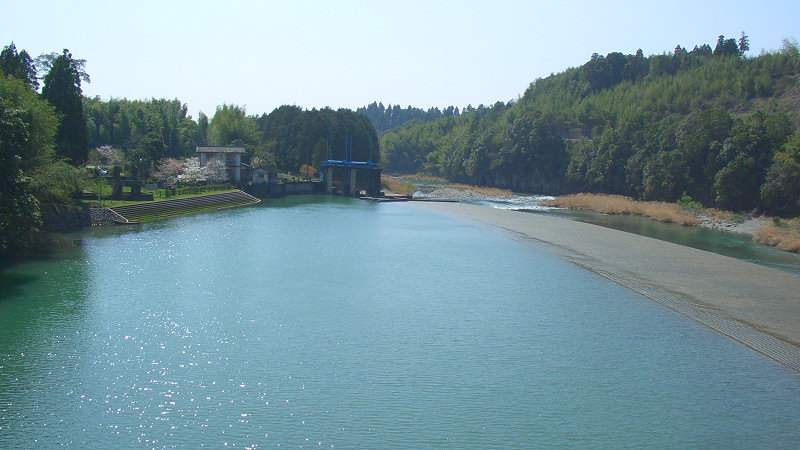
あさぎり町 百太郎橋から下流方向 左側は百太郎堰

## 支流
- 柳橋川
- 井口川
- 免田川
- 川辺川 - 八代市、球磨郡五木村、同郡相良村
- 小纚川
- 鳩胸川
- 胸川
- 山田川
- 万江川
- 小川
- 鵜川
- 猪鼻川
- 那良川

## ダム
- 荒瀬ダム - 2018年撤去
- 瀬戸石ダム
- 市房ダム

## 並行する交通

### 鉄道
- JR九州 肥薩線
- くま川鉄道

### 道路
- 国道219号
- 九州自動車道